# Sylvain Balau
Sylvain Balau (1854–1915) était un prêtre catholique et historien contemporain belge.

## Biographie
Balau naît à Cortil-Noirmont (aujourd'hui section de Chastre dans le Brabant wallon) le 12 juin 1854. Il occupe un poste d'enseignant au Collège Saint-Quirin de Huy à partir de 1877 et est ordonné prêtre à Liège le 22 janvier 1878. À partir de la fin des années 1880, il sert tour à tour dans les paroisses de Huy, Modave et Pepinster, tout en commençant à publier sur des sujets historiques. Autodidacte historique, il participe en élève libre en 1894 au cours de Godefroid Kurth sur la critique de sources à l'Université de Liège. Entre 1905 et 1910, il contribue à 16 articles à la Biographie nationale de Belgique (vol. 18-20). Le 24 février 1907, il est nommé membre par intérim de la Commission royale d'Histoire et, le 21 septembre 1912, chanoine titulaire de la cathédrale de Liège. Il meurt à Engihoul le 10 juillet 1915. Son édition des Chroniques liégeoises est restée inachevée au moment de sa mort et complétée par son ami (et paroissien) Émile Fairon .

## Œuvres
- Soixante-dix ans d'histoire contemporaine de Belgique (1888)[2]
- La Belgique sous l'Empire et la défaite de Waterloo, 1804–1815 (2 vol., 1894)
- Histoire de la seigneurie de Modave (1895)
- Etude critique des sources de l'histoire du pays de Liège au moyen âge (1902–1903)[3]